# Медетбеков, Серик Рахимбаевич
Серик Рахимбаевич Медетбеков (каз. Серік Рақымбайұлы Медетбеков) — казахстанский политик. Спикер оппозиционных движений Казахстана за границей.

## Биография
В 1979 году окончил среднюю школу № 120, в 1984 году — Казахский сельскохозяйственный институт, факультет «Организация и технология ремонта машин», в 1989 году — Ташкентский институт связи, специальность «Телевидение и радиовещание». 1999 — BBC, London, Управление телерадиовещательными компаниями. Создатель первого в стране частных радиостанции- «Радио РИК» и «Ток-радио».

## Карьера
Появление в 1998 году «Русского радио» Медетбеков сделал известным и высоко прибыльным его холдинг. Также получил также права на передачу программ БиБиСи и Немецкой волны. По словам Медетбекова, после выхода на радио информации о Казахгейт, ему стало известно о том, что налоговое ведомство собиралось состряпать против него дело по уклонению от налогов. Шефом финансовой полиции тогда был Рахат Алиев.
- 1992—1999 — Президент телерадиокомпании РИК (куда входили несколько крупных проектов, в том числе «Русское радио», Радио РИК, радио MBC , Talk радио, мультипликационная студия РИК и так далее)
- 1999—2003 — Руководитель североамериканского представительства партии РНПК
- 2003—2013 — Руководитель заграничного бюро оппозиции Казахстана